# Lituolites
Lituolites es un género de foraminífero bentónico considerado un sinónimo posterior de Lituola de la subfamilia Lituolinae, de la familia Lituolidae, de la superfamilia Lituoloidea, del suborden Lituolina y del orden Lituolida. Su especie tipo era Lituolites nautiloidea. Su rango cronoestratigráfico abarcaba el Holoceno.

## Discusión
Clasificaciones previas incluían Lituolites en el suborden Textulariina del orden Textulariida, o en el orden Lituolida sin diferenciar el suborden Lituolina.

## Clasificación
Lituolites incluye a las siguientes especies:
- Lituolites deformis
- Lituolites difformis
- Lituolites nautiloidea